# Tate Smith
Tate Smith (Sydney, 18 november 1981) is een Australisch kanovaarder. Hij nam tweemaal deel aan de Olympische Spelen en won hierbij één gouden medaille.
In 2008 kwalificeerde Smith zich voor de Olympische Spelen. Samen met Clint Robinson, Tony Schumacher en Dave Smith werd hij op de K4 1000m in de halve finale uitgeschakeld. Het Australische kwartet eindigde op een 10e plaats.
In 2011 nam hij deel aan het WK. Het Australische viertal werd voorts gevormd door Murray Stewart, Jacob Clear en Dave Smith. In de finale van dit WK behaalde het Australische viertal de zilveren medaille, achter het Duitse viertal.
Ook in 2012 nam Smith deel aan de Olympische Spelen. Murray Stewart, Dave Smith, Tate Smith en Jacob Clear behaalden olympisch goud op de K4 1000 m. In de finale hielden ze net het Hongaarse en Tsjechische viertal achter zich.

## Palmares

### K4 1000 m
- 2008: 10e OS
- 2010: 5e WK
- 2011:  WK
- 2012:  OS

1964: Anatoli Grisjin & Vjatsjeslav Ionov & Vladimir Morozov & Nikolai Tsjoezjikov ·
1968: Steinar Amundsen & Tore Berger & Jan Johansen & Egil Søby ·
1972: Valeri Didenko & Joeri Filatov & Vladimir Morozov & Joeri Stetsenko ·
1976: Aleksandr Degtjarev & Joeri Filatov & Vladimir Morozov & Sergej Tsjoechrai ·
1980: Bernd Duvigneau & Rüdiger Helm & Harald Marg & Bernd Olbricht ·
1984: Grant Bramwell & Ian Ferguson & Paul MacDonald & Alan Thompson ·
1988: Attila Ábrahám & Ferenc Csipes & Zsolt Gyulay & Sándor Hódosi ·
1992: Mario von Appen & Oliver Kegel & Thomas Reineck & André Wohllebe ·
1996: Detlef Hofmann & Thomas Reineck & Olaf Winter & Mark Zabel ·
2000: Gábor Horváth & Zoltán Kammerer & Botond Storcz & Ákos Vereckei ·
2004: Gábor Horváth & Zoltán Kammerer & Botond Storcz & Ákos Vereckei ·
2008: Abalmasaw & Litvintsjoek & Machnew & Pjatroesjenka ·
2012: Jacob Clear & Dave Smith & Tate Smith & Murray Stewart ·
2016: Marcus Groß & Max Hoff & Tom Liebscher & Max Rendschmidt